# كيكزلينيات
الكيكزلينيات (الاسم العلمي: Kickxellomycotina) هي شعيبة من الفطريات.

## رتب
- كيكزليات